# Championnats du monde de patinage artistique 1958
Navigation
Mondiaux 1957 Mondiaux 1959
Les championnats du monde de patinage artistique 1958 ont lieu du 13 au 15 février 1958 au Vélodrome d'Hiver de Paris en France. C'est la quatrième fois que la France organise les mondiaux de patinage artistique après les éditions de 1936, 1949 et 1952.
L'Union soviétique participe pour la première fois aux mondiaux de patinage artistique. 
Pour la première fois aux mondiaux, plus de vingt patineurs participent à la compétition individuelle masculine.

## Qualifications
Les patineurs sont éligibles à l'épreuve s'ils représentent une nation membre de l'Union internationale de patinage (International Skating Union en anglais). Les fédérations nationales sélectionnent leurs patineurs en fonction de leurs propres critères.
L'Union internationale de patinage autorise chaque pays à avoir de une à quatre inscriptions par discipline. 

## Podiums
| Épreuves                            | Or                            | Argent                               | Bronze                          |
| ----------------------------------- | ----------------------------- | ------------------------------------ | ------------------------------- |
| Messieurs résultats détaillés       | David Jenkins                 | Tim Brown                            | Alain Giletti                   |
| Dames résultats détaillés           | Carol Heiss                   | Ingrid Wendl                         | Hanna Walter                    |
| Couples résultats détaillés         | Barbara Wagner / Robert Paul  | Věra Suchánková / Zdeněk Doležal     | Maria Jelinek / Otto Jelinek    |
| Danse sur glace résultats détaillés | June Markham / Courtney Jones | Geraldine Fenton / William McLachlan | Andree Anderson / Donald Jacoby |

## Tableau des médailles
| Rang  | Nation          | Or | Argent | Bronze | Total |
| ----- | --------------- | -- | ------ | ------ | ----- |
| 1     | États-Unis      | 2  | 1      | 1      | 4     |
| 2     | Canada          | 1  | 1      | 1      | 3     |
| 3     | Royaume-Uni     | 1  | 0      | 0      | 1     |
| 4     | Autriche        | 0  | 1      | 1      | 2     |
| 5     | Tchécoslovaquie | 0  | 1      | 0      | 1     |
| 6     | France          | 0  | 0      | 1      | 1     |
| Total | Total           | 4  | 4      | 4      | 12    |

## Détails des compétitions

### Messieurs
| Rang | Nom                   | Nation               | Places | Points | Fig. impo. | Prog. libre |
| ---- | --------------------- | -------------------- | ------ | ------ | ---------- | ----------- |
| 1    | David Jenkins         | États-Unis           | 9      | 1745.2 | 2          | 1           |
| 2    | Tim Brown             | États-Unis           | 28     | 1684.4 | 1          |             |
| 3    | Alain Giletti         | France               | 26     | 1682.7 | 3          |             |
| 4    | Donald Jackson        | Canada               | 44     | 1641.0 | 9          | 2           |
| 5    | Alain Calmat          | France               | 61     | 1621.4 |            |             |
| 6    | Karol Divín           | Tchécoslovaquie      | 46     | 1607.0 | 4          | 9           |
| 7    | Tilo Gutzeit          | Allemagne de l'Ouest | 63     |        |            |             |
| 8    | Michael Booker        | Royaume-Uni          | 87     |        |            |             |
| 9    | Edward Collins        | Canada               | 90     |        |            |             |
| 10   | Robert Brewer         | États-Unis           | 95     |        |            |             |
| 11   | Charles Snelling      | Canada               | 91     |        |            |             |
| 12   | Tim Moore             | États-Unis           | 97     |        |            |             |
| 13   | Norbert Felsinger     | Autriche             | 97     |        |            |             |
| 14   | Hans-Jürgen Bäumler   | Allemagne de l'Ouest | 124    |        |            |             |
| 15   | Manfred Schnelldorfer | Allemagne de l'Ouest | 130    |        |            |             |
| 16   | Peter Jonas           | Autriche             | 152    |        |            |             |
| 17   | Lev Mikhailov         | Union soviétique     | 156    | 1423.0 |            |             |
| 18   | François Pache        | Suisse               | 164    |        |            |             |
| 19   | Per Kjølberg          | Norvège              | 162    |        |            |             |
| 20   | Valentin Zakharov     | Union soviétique     | 180    | 1376.9 |            |             |
| 21   | Igor Persiantsev      | Union soviétique     | 188    | 1355.5 |            |             |
| 22   | William Cherrel       | Australie            | 187    |        |            |             |
| 23   | Charles Keeble        | Australie            | 207    |        |            |             |

### Dames
| Rang | Nom                 | Nation               | Places | Points | Fig. impo. | Prog. libre |
| ---- | ------------------- | -------------------- | ------ | ------ | ---------- | ----------- |
| 1    | Carol Heiss         | États-Unis           | 9      | 1780.6 | 1          | 1           |
| 2    | Ingrid Wendl        | Autriche             | 19     | 1679.0 | 2          | 2           |
| 3    | Hanna Walter        | Autriche             | 41.5   | 1596.6 | 3          | 4           |
| 4    | Ina Bauer           | Allemagne de l'Ouest | 47     | 1577.8 |            | 3           |
| 5    | Diana Clifton-Peach | Royaume-Uni          | 68     | 1562.2 |            |             |
| 6    | Nancy Heiss         | États-Unis           | 56     | 1583.2 |            |             |
| 7    | Patricia Pauley     | Royaume-Uni          | 79.5   |        |            |             |
| 8    | Joan Haanappel      | Pays-Bas             | 83     |        |            |             |
| 9    | Carol Wanek         | États-Unis           | 86     |        |            |             |
| 10   | Clarlyne Lewis      | États-Unis           | 89     |        |            |             |
| 11   | Karin Frohner       | Autriche             | 111    |        |            |             |
| 12   | Regine Heitzer      | Autriche             | 106    |        |            |             |
| 13   | Margaret Crosland   | Canada               | 108    |        |            |             |
| 14   | Dany Rigoulot       | France               | 114    |        |            |             |
| 15   | Sonia Snelling      | Canada               | 116    |        |            |             |
| 16   | Sjoukje Dijkstra    | Pays-Bas             | 131    |        |            |             |
| 17   | Jindra Kramperová   | Tchécoslovaquie      | 127    |        |            |             |
| 18   | Corinne Altmann     | France               | 169    |        |            |             |
| 19   | Petra Damm          | Allemagne de l'Ouest | 174    |        |            |             |
| 20   | Carla Tichatschek   | Italie               | 186    |        |            |             |
| 21   | Anna Galmarini      | Italie               | 193    |        |            |             |
| 22   | Nicole Erdos        | France               | 202    |        |            |             |
| 23   | Nicole Hassler      | France               | 200    |        |            |             |
| 24   | Liliane Crosa       | Suisse               | 215    |        |            |             |
| 25   | Lois Thomson        | Australie            | 216    |        |            |             |
| 26   | Rita Müller         | Suisse               | 222    |        |            |             |
| 27   | Grete Borgen        | Norvège              | 239    |        |            |             |
| 28   | Anne Karin Dehle    | Norvège              | 248    |        |            |             |
| 29   | Grunhild Frylen     | Suède                | 260    |        |            |             |

### Couples
| Rang | Nom                                 | Nation               | Places | Points |
| ---- | ----------------------------------- | -------------------- | ------ | ------ |
| 1    | Barbara Wagner / Robert Paul        | Canada               | 10     | 101.6  |
| 2    | Věra Suchánková / Zdeněk Doležal    | Tchécoslovaquie      | 26     | 97.6   |
| 3    | Maria Jelinek / Otto Jelinek        | Canada               | 28     | 95.9   |
| 4    | Joyce Coates / Anthony Holles       | Royaume-Uni          | 41     | 94.2   |
| 5    | Nancy Ludington / Ronald Ludington  | États-Unis           | 48.5   | 93.6   |
| 6    | Marika Kilius / Hans-Jürgen Bäumler | Allemagne de l'Ouest | 48     | 93.4   |
| 7    | Marianna Nagy / László Nagy         | Hongrie              | 64.5   |        |
| 8    | Nina Zhuk / Stanislav Zhuk          | Union soviétique     | 89.5   | 84     |
| 9    | Mary-Jane Watson / John Jarmon      | États-Unis           | 78.5   |        |
| 10   | Liesel Ellend / Kondrad Lienert     | Autriche             | 79.5   |        |
| 11   | Eszter Jurek / Miklós Kuharovicz    | Hongrie              | 98.5   |        |
| 12   | Carolyn Krau / Rodney Ward          | Royaume-Uni          | 102    |        |
| 13   | Ludmila Belousova / Oleg Protopopov | Union soviétique     | 119    |        |
| 14   | Agneta Wale / Kristian Wale         | Suède                | 119    |        |
| 15   | Ingeborg Nilsson / Reidar Børjeson  | Norvège              | 133.5  |        |

### Danse sur glace
| Rang | Nom                                      | Nation               | Places | Points | Danses imposées | Danse libre |
| ---- | ---------------------------------------- | -------------------- | ------ | ------ | --------------- | ----------- |
| 1    | June Markham / Courtney Jones            | Royaume-Uni          | 9      | 330.84 | 1               | 1           |
| 2    | Geraldine Fenton / William McLachlan     | Canada               | 25     | 313.96 |                 |             |
| 3    | Andree Anderson / Donald Jacoby          | États-Unis           | 35     | 310.42 |                 |             |
| 4    | Catherine Morris / Michael Robinson      | Royaume-Uni          | 37     | 308.92 |                 |             |
| 5    | Barbara Thompson / Gerard Rigby          | Royaume-Uni          | 39     | 307.69 |                 |             |
| 6    | Christiane Guhel / Jean-Paul Guhel       | France               | 46     | 306.97 |                 |             |
| 7    | Beverly Orr / Hugh Smith                 | Canada               | 61     |        |                 |             |
| 8    | Claire O'Neill / John Bejshak            | États-Unis           | 72     |        |                 |             |
| 9    | Lucia Zorn / Rudolf Zorn                 | Autriche             | 96     |        |                 |             |
| 10   | Rita Paucka / Peter Kwiet                | Allemagne de l'Ouest | 98     |        |                 |             |
| 11   | Catharina Odink / Jakobus Odink          | Pays-Bas             | 99     |        |                 |             |
| 12   | Annick de Tretinian / Jacques Mer        | France               | 102    |        |                 |             |
| 13   | Adriana Giuggiolini / Germano Ceccattini | Italie               | 108    |        |                 |             |
| 14   | Petra Steigerwaldt / Hannes Burkhardt    | Allemagne de l'Ouest | 131    |        |                 |             |
| 15   | Ludovica Boccacci / Giancarlo Sioli      | Italie               | 128    |        |                 |             |
| 16   | Maria Grazia Toncelli / Vinicio Toncelli | Italie               | 138    |        |                 |             |